# Ninox
Ninox – rodzaj ptaków z podrodziny sowic (Hieracoglaucinae) w obrębie rodziny puszczykowatych (Strigidae).

## Zasięg występowania
Rodzaj obejmuje gatunki występujące w Australii, Oceanii i Azji.

## Morfologia
Długość ciała 15–65 cm, rozpiętość skrzydeł 56–140 cm; masa ciała 78–1700 g.

## Systematyka
Rodzaj zdefiniował w 1837 roku etnolog i przyrodnik Brian Houghton Hodgson w artykule poświęconym nowemu rodzajowi Striginae wraz z opisem nowego gatunku i typu opublikowanym w czasopiśmie Madras Journal of Literature and Science. Gatunkiem typowym jest (oryginalne oznaczenie) sowica brunatna (N. scutulata).

### Etymologia
- Ninox: zbitka wyrazowa nazw rodzajów: Nisus Cuvier, 1800 (jastrząb) oraz Noctua Savigny, 1809 (sowa)[11].
- Hieracoglaux: gr. ἱεραξ hierax, ἱερακος hierakos ‘jastrząb’; γλαυξ glaux, γλαυκος glaukos ‘sowa’[12]. Gatunek typowy (późniejsze oznaczenie): Falco connivens Latham, 1801[13].
- Sceloglaux: gr. σκελος skelos ‘noga’; γλαυξ glaux, γλαυκος glaukos ‘sowa’; wymarła sowica białolica miała długie, upierzone nogi i palce[14]. Gatunek typowy (oznaczenie monotypowe): Athene albifacies G.R. Gray, 1844.
- Spiloglaux: gr. σπιλος spilos ‘plamka’; γλαυξ glaux, γλαυκος glaukos ‘sowa’[15]. Gatunek typowy (późniejsze oznaczenie): Strix novaeseelandiae J.F. Gmelin, 1788[13].
- Cephaloptynx: gr. κεφαλη kephalē ‘głowa’; πτυγξ ptunx, πτυγγος ptungos ‘sowa’[16]. Gatunek typowy (oznaczenie monotypowe): Noctua punctulata Quoy & Gaimard, 1830.
- Ctenoglaux: gr. κτεις kteis, κτενος ktenos ‘grzebień’; γλαυξ glaux, γλαυκος glaukos ‘sowa’[17]. Gatunek typowy (oznaczenie monotypowe): Strix scutulata Raffles, 1822.
- Rabdoglaux: gr. ῥαβδωτος rhabdōtos ‘pasiasty, paskowany’, od ῥαβδος rhabdos ‘smuga, pasmo’; γλαυξ glaux, γλαυκος glaukos ‘sowa’[18]. Gatunek typowy (późniejsze oznaczenie): Athene (?) strenua Gould, 1838[7].
- Rhodoglaux: gr. ῥοδον rhodon ‘róża’; γλαυξ glaux, γλαυκος glaukos ‘sowa’[19]. Gatunek typowy: Athene rufa Gould, 1846.
- Berneyornis: Frederic Lee Berney (1865–1949), australijski ornitolog, prezes RAOU w latach 1934–1935; gr. ορνις ornis, ορνιθος ornithos ‘ptak’[20]. Gatunek typowy (oznaczenie monotypowe): Athene (?) strenua Gould, 1838.

### Podział systematyczny
Do rodzaju należą następujące gatunki:

- Ninox rufa (Gould, 1846) – sowica maskowa
- Ninox strenua (Gould, 1838) – sowica wielka
- Ninox albifacies (G.R. Gray, 1844) – sowica białolica
- Ninox connivens (Latham, 1801) – sowica szczekliwa
- Ninox rudolfi A.B. Meyer, 1882 – sowica plamkogłowa
- Ninox fusca (Vieillot, 1817) – sowica timorska
- Ninox rotiensis R.E. Johnstone & Darnell, 1997 – sowica pręgoskrzydła
- Ninox plesseni Stresemann, 1929 – sowica atolowa
- Ninox boobook (Latham, 1801) – sowica australijska
- Ninox leucopsis (Gould, 1838) – sowica tasmańska
- Ninox novaeseelandiae (J.F. Gmelin, 1788) – sowica ciemnolica
- Ninox japonica (Temminck & Schlegel, 1845) – sowica północna
- Ninox scutulata (Raffles, 1822) – sowica brunatna
- Ninox randi Deignan, 1951 – sowica czekoladowa
- Ninox affinis Beavan, 1867 – sowica namorzynowa
- Ninox philippensis Bonaparte, 1855 – sowica filipińska
- Ninox spilocephala Tweeddale, 1879 – sowica paskowana
- Ninox leventisi Rasmussen, Allen, Collar, DeMeulemeester, Hutchinson, Jakosalem, Kennedy, Lambert & Paguntalan, 2012 – sowica białogardła
- Ninox reyi Oustalet, 1880 – sowica suluska
- Ninox rumseyi Rasmussen, Allen, Collar, DeMeulemeester, Hutchinson, Jakosalem, Kennedy, Lambert & Paguntalan, 2012 – sowica białorzytna
- Ninox spilonotus Bourns & Worcester, 1894 – sowica plamista
- Ninox mindorensis Ogilvie-Grant, 1896 – sowica jarzębata
- Ninox sumbaensis Olsen, Wink, Sauer-Gürth & Trost, 2002 – sowica szarolica
- Ninox burhani Indrawan & Somadikarta, 2004 – sowica samotna
- Ninox ochracea (Schlegel, 1866) – sowica ochrowa
- Ninox ios Rasmussen, 1999 – sowica cynobrowa
- Ninox hypogramma (G.R. Gray, 1861) – sowica ciemnogłowa
- Ninox hantu (Wallace, 1863) – sowica rdzawobrzucha
- Ninox squamipila (Bonaparte, 1850) – sowica molucka
- Ninox forbesi P.L. Sclater, 1883 – sowica ognista
- Ninox natalis Lister, 1889 – sowica prążkowana
- Ninox meeki Rothschild & E. Hartert, 1914 – sowica kroplista
- Ninox theomacha (Bonaparte, 1855) – sowica papuaska
- Ninox punctulata (Quoy & Gaimard, 1830) – sowica obrożna
- Ninox odiosa P.L. Sclater, 1877 – sowica cynamonowa
- Ninox variegata (Quoy & Gaimard, 1830) – sowica cętkowana